# Léon Crestin
Pour les articles homonymes, voir Crestin.
Léon Philippe Emmanuel Antoine Joseph Crestin est un homme politique français,  de son nom complet Anne Léon Philippe Emmanuel Antoine Joseph Crestin, né le 21 novembre 1803 à Saint-Claude (Jura) et mort dans sa ville natale le 11 juin 1867.

## Biographie
Juge au tribunal de Dole, il est député du Jura de 1849 à 1851, siégeant à gauche.

## Sources
- « Léon Crestin », dans Adolphe Robert et Gaston Cougny, Dictionnaire des parlementaires français, Edgar Bourloton, 1889-1891 [détail de l’édition]